# Naryn (flod)
Naryn (kirgiziska: Нарын; uzbekiska: Norin) är en 807 kilometer lång flod i Centralasien som tillsammans med Kara-Darja bildar Syr-Darja. Den rinner upp i Tianshan i provinsen Issyk-Kul i östra Kirgizistan, flyter västerut genom provinserna Naryn och Dzjalal-Abad i det kirgiziska höglandet, för att i Ferganadalen i Uzbekistan sammangå med Kara-Darja nära Namangan. Medelvattenföringen är 429 m³/s nära mynningen; årsflödet är 13,7 kubikkilometer. Avrinningsområdet är på 58 370 kvadratkilometer.
Längs floden finns många reservoarer som producerar elektricitet; den största av dessa är Toktogulreservoaren, som rymmer 19,9 kubikkilometer. Dammar nedströms Toktogul i Kirgizistan är: Kurpsai, Tash-Kömür, Shamaldysai och Uch-Kurgansk. 

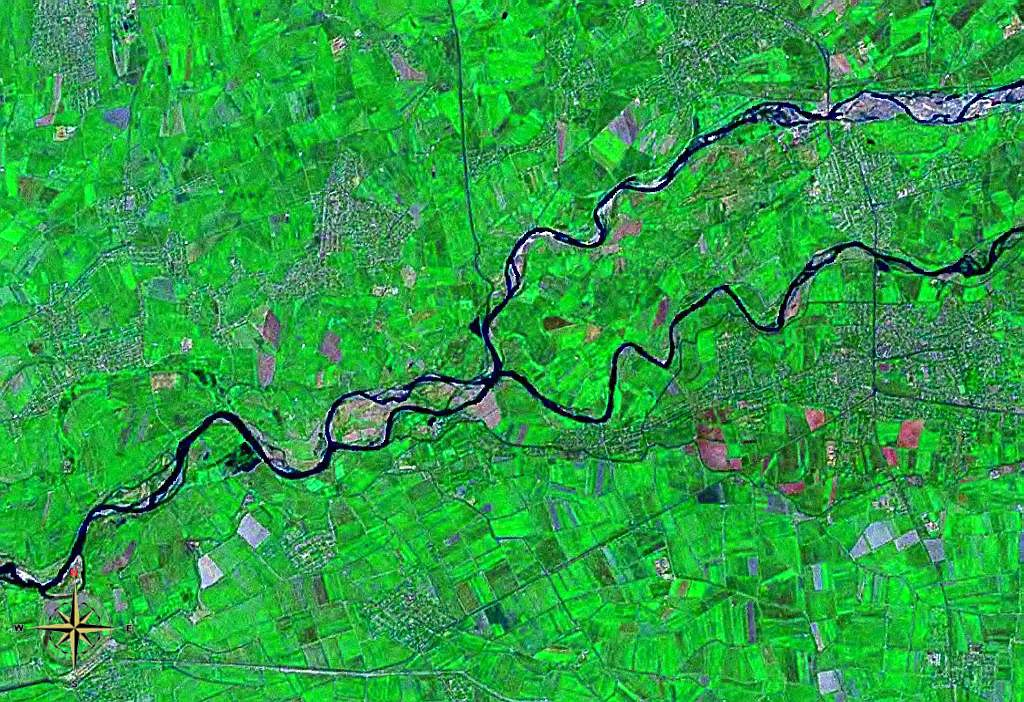
Satellitfoto över Naryn och Kara-Darjas sammanflöde.